# Tomo Vinković (tvrtka)
Tomo Vinković je ime za bivšu hrvatsku tvrtku koja je proizvodila male zglobne traktore i razne druge priključne uređaje za poljoprivredu. Sjedište tvrtke je bilo u Bjelovaru. 

## Povijest
Radna organizacija Tomo Vinković razvila se iz male zanatske bravarske radionice osnovane 1919. Vlasnik radionice bio je bravar Hinko Herman. U njoj je od 1921. do 1924. godine strojobravarski zanat izučio Tomo Vinković. Hermanova bravarska radionica spojila se 1927 sa susjednom ljevaonicom čiji je vlasnik bio Capari. Od tada posluje pod nazivom Herman-Caparijeva radionica. U predratnom razdoblju zapošljavala je 20-30 ljudi. Nakon povratka iz Kragujevca 1935, Tomo Vinković ponovno se zaposlio u ovoj radionici. U njoj se vršio popravak različitih strojeva-dizel motora, vršilica, motorkotača, mlinskih strojeva, sisaljki za vodu i drugih. Nacionalizacijom, tj. državnim oduzimanjem privatnih dobara 27.07.1946. formirano je Gradsko zanatsko poduzeće za obradu metala. 13.03.1953. poduzeće mijenja ime u Metal. 11.01.1960. mijenja ime u Tomo Vinković. Tridesetak godina kasnije, tj. 1976. otvara se nova hala gdje se izrađuju traktori pod licencijom talijanskog proizvođača traktora Pasquali. 1977. radnici tvornice su referendumom prihvatili samoupravni sporazum o udruživanju u SOUR, tj. UMIB (radnički konglomerati socijalizma koji su imali za zadatak posudbu novca jedne tvrtke drugoj u slučaju gubitaka u poslovanju). U daljnjem radu tvornica ne zadovoljava potrebe tržišta dok broj zaposlenika raste. Tako je 1983. bilo zaposleno 1.109 radnika od čega je jedna trećina obavljala birokratske poslove. Jedna četvrtina proizvoda izvozila se u Poljsku, SSSR i Portugal. Cijele osamdesete firma bilježi probleme u poslovanju koje financijski pokriva Bjelovarski SOUR i UMIB. 1990. tvornica ponovo mijenja naziv te postaje Društveno poduzeće Tvornica traktora Bjelovar. Poduzeće je zastupao direktor Milan Babić. Za 1991. iskazani su prihodi 334.767.000 HRD, a rashodi 371.992.000 HRD, te gubitak poslovne godine 37.225.000 HRD. Rješenjem Okružnog privrednog suda u Bjelovaru, Fi-2165/92 od 11. ožujka 1993. u sudski registar je upisana pretvorba, odnosno promjena statusa poduzeća u dioničko društvo,
te naziv tvrtke glasi Tvornica traktora d.d. Bjelovar. Smanjenje temeljnog kapitala s 40.512.396,00 kn na 32.926.200,00 kn upisano je u sudski registar rješenjem broj Tt-98-470/3 24. lipnja 1998. Otvaranje stečajnog postupka nad
Društvom upisano je u sudski registar 17. srpnja 2000. rješenjem broj Tt-00-630/1.
Obustavljanje i zaključenje stečajnog postupka upisano je 25. veljače 2003. rješenjem broj Tt03-127/2.
Brisanje Društva iz sudskog registra upisano je 6. ožujka 2003. rješenjem broj Tt-03-
301/1. 
Revizijsko izvješće o obavljenoj pretvorbi i privatizaciji napravljeno je u Koprivnici u studenom 2003. Cijeli članak objavljen je na internetskoj stranici u pdf izdanju pod nazivom Izvješće o obavljenoj reviziji pretvorbe i privatizacije.

## Zanimljivosti
- Predsjednik Jugoslavije Josip Broz Tito je prilikom posjeta tvrtci dobio na poklon traktor TV-18, koji je poslije svoju namjenu našao na Brijunima.
- Na početku svoje karijere u tvrtki je radio Zdravko Pevec, kasnije osnivač "Peveca" (danas "Pevex").